# Портрет Доріана Грея (фільм, 1917)
«Портрет Доріана Грея» (нім. Das Bildnis des Dorian Gray) — німий німецький фільм-трилер 1917 року, поставлений режисером Ріхардом Освальдом за романом Оскара Уйальда.

## В ролях
| Актор            |   | Роль                    |
| ---------------- | - | ----------------------- |
| Бернд Альдор     | • | Доріан Грей             |
| Ернст Піттшау    | • | сер Генрі Воттон        |
| Ернст Людвіґ     | • | Безіл Холвард, художник |
| Андреас ван Хорн | • | Алан Кемпбел, фармацевт |
| Ліа Лара         | • | Сибіла Вейн             |
| Артур Веллін     | • | Джеймс Вейн             |
| Лупу Пік         | • | камердинер Доріана      |